# Diorygma wilsonianum
Diorygma wilsonianum är en lavart som först beskrevs av Johannes Müller Argoviensis, och fick sitt nu gällande namn av A. W. Archer. Diorygma wilsonianum ingår i släktet Diorygma och familjen Graphidaceae.   Inga underarter finns listade i Catalogue of Life.